# Saccobolus depauperatus
Saccobolus depauperatus (Berk. & Broome) E.C. Hansen – gatunek grzybów z rodziny Ascobolaceae.

## Systematyka i nazewnictwo
Pozycja w klasyfikacji według Index Fungorum: Saccobolus, Ascobolaceae, Pezizales, Pezizomycetidae, Pezizomycetes, Pezizomycotina, Ascomycota, Fungi.
Po raz pierwszy opisali go w 1865 r. Miles Joseph Berkeley i Christopher Edmund Broome, nadając mu nazwę Ascobolus depauperatus. W 1877 r. Emil Christian Hansen przeniósł go do rodzaju Saccobolus. Synonimy:
- Ascobolus depauperatus Berk. & Broome 1865
- Ascobolus neglectus (Boud.) Gillet 1883
- Ascobolus violascens var. neglectus (Boud.) Quél. 1886
- Saccobolus neglectus Boud. 1869

## Morfologia
Askokarpy typu apotecjum o średnicy 180–300 μm, tworzące się na powierzchni podłoża pojedynczo lub gromadnie, z wąską podstawą. We wczesnych stadiach rozwoju są kuliste, później poduszeczkowate do półkulistych. Powierzchnia brudnobiała do bladofioletowej, gładka. Tarczka owocnika wypukła, biała, nakrapiana bladofioletowymi końcówkami wystających, dojrzałych worków. Hymenium grube. Hypotecjum słabo zarysowane, cienke, zbudowane z małych, bardzo zwartych, izodiametrycznych komórek. Wewnętrzna warstwa śekscypulum gruba, zbudowana z małych, kulistych komórek, warstwa zewnętrzna cienka, zbudowana z komórek o teksturze globulosa-angularis i wymiarach 7–11 × 5,5–10 µm z mało widocznym pigmentem. Parafizy cylindryczno-nitkowate, septowane, przewyższające worki, o szerokości 2,5–4 µm, ze szklistymi wakuolami, o szklistych, nie napęczniałych końcach. Worki 62–72 × 15,5–18,5 μm, 8-zarodnikowe, jednorzędowe, maczugowate, często z zakrzywionymi wierzchołkami, o ścianach w odczynniku Melzera barwiących się na ciemnoniebiesko. Osadzone są długim trzonku (ok. 14,5 μm) i mają wieczko. Askospory 11,5–14 × 5–7 μm, jednokomórkowe, elipsoidalno-wrzecionowate, nieco asymetryczne, z okrągłymi lub ściętymi wierzchołkami, w okresie dojrzałości fioletowobrązowe, gładkie lub drobno kropkowany. Tworzą zwarte skupiska o wymiarach 31,5–35 × 11,5–13,5 μm, zwykle otoczone cienką, szklistą, galaretowatą otoczką.
Saccobolus depauperatus jest podobny do Saccobolus versicolor, ten ostatni jednak ma większe apotecja i worki, askospory występują pojedynczo lub w skupiskach, a ekscypulum ma teksturę intricata. Między komórkami jest śluz powodujący, że owocniki wydają się białe.

## Zasięg występowania i siedlisko
Podano stanowiska Saccobolus citrinus w Ameryce Północnej i Południowej, w Europie, Australii i na Nowej Zelandii. Najwięcej stanowisk podano w Europie. W Polsce podano wiele stanowisk.
Grzyb koprofilny rozwijający się na odchodach zwierząt roślinożernych.